# Haan
Haan (pronunciación en alemán: /haːn/ⓘ) es un municipio situado en el distrito de Mettmann, en el estado federado de Renania del Norte-Westfalia (Alemania), con una población a finales de 2016 de unos 30 414 habitantes.
Se encuentra ubicado al noroeste del estado, en la región de Düsseldorf —más concretamente en la región del Ruhr—, cerca de las ciudades de Düsseldorf, Leverkusen y Colonia.